# Pierre François Lacenaire
Pour les articles homonymes, voir Lacenaire.
Pierre François Lacenaire, né le 20 décembre 1803 à Lyon (Rhône), guillotiné le 9 janvier 1836 à Paris, est un escroc, criminel et écrivain français, qui défraya la chronique. Mis en vedette par la presse avec la complicité des autorités dans un contexte politique dangereux, il se fait connaître comme poète-assassin, à la suite de la publication de ses mémoires et de ses chansons.

## Biographie
Né le 28 frimaire an XII (20 décembre 1803),, sous le Consulat, à Lyon, 62 rue Pas Étroit (actuelle rue du Bât-d'Argent), Pierre François Lacenaire est le quatrième enfant et le deuxième fils de Jean-Baptiste Lacenaire, bourgeois et négociant lyonnais, et de Marguerite Gaillard, qui connaît treize grossesses entre 1799 et 1809. Son père Jean-Baptiste est né le 23 novembre 1750 à Vadans (Haute-Saône), d'un père laboureur Pierre François Lacenaire, portant le même nom que son petit-fils. 
Non désiré de ses parents, il souffre de se voir préférer son frère aîné Jean-Louis, né le 19 frimaire an VIII (10 décembre 1799), se sent abandonné par sa mère et sera finalement spolié de son héritage par son père. Entré en classe de sixième au collège de Lyon probablement en 1812, il est mis en pension à la «[pourquoi ?] Pension de l'Enfance », dans le quartier de la Croix-Rousse. Concomitamment, son frère aîné, alors en classe de cinquième, est retiré de l'école pour bénéficier des cours d'un précepteur individuel.
À la rentrée d'octobre 1813, il entre en classe de sixième au collège de Saint-Chamond, ouvert l'année précédente : élève brillant féru de littérature, il obtient quatre prix.
À la fin de l'année 1815-1816, alors qu'il est en classe de quatrième, il est retiré du collège, après qu'un camarade a révélé à son père qu'il avait tenu des propos favorables à la religion protestante. À la rentrée d'octobre 1816, son père le fait entrer, sur les conseils de ses amis jésuites, au petit séminaire d'Alix, où il noue des liens amicaux avec son professeur principal Reffay de Lusignan et obtient de brillants résultats.
À la suite de la fermeture du petit séminaire d'Alix, il entre en octobre 1817 comme pensionnaire au collège de Lyon, où il a pour condisciples Jules Janin, Edgar Quinet et Armand Trousseau.
Exclu de l'internat en mars 1818 peu après une révolte de collégiens, il est mis en apprentissage chez un fabricant de soieries ; devant ses difficultés financières, son père, qui le destinait au barreau ou à la médecine, décide alors de lui apprendre le commerce. Au bout de deux mois, toutefois, il accepte de le laisser reprendre ses études ; à la rentrée d'octobre, Lacenaire va en classe de rhétorique au Collège royal de Chambéry. Ses études s'achèvent en septembre 1819, sans qu'il ait fait sa classe de philosophie, renvoyé après s'être battu avec un prêtre qu'il accuse de pédophilie.
Il est placé chez un avoué de Lyon, où il passe les derniers mois de l'année. Retourné chez ses parents en 1820, il se dispute avec eux et retourne chez l'avoué, où il passe les trois derniers mois de l'année.
Il travaille ensuite chez un notaire durant le premier semestre 1822 puis chez un banquier entre la mi-1822 et la mi-1824. À l'automne suivant, il part pour Paris, où il demeure chez une tante, rue Barre-du-Bec. Il s'essaie à une carrière littéraire, et écrit des poèmes, fait jouer avec succès un vaudeville non signé mais déchante vite lorsque ses articles non payés paraissent dans les journaux. Il quitte Paris fin novembre ou début décembre 1825.
Engagé sous un faux nom dans un régiment suisse au service de la France en 1826, où il devient fourrier, il déserte et retourne à Lyon à la fin de l'année. Il obtient ensuite un emploi de commis-voyageur en liqueurs et séjourne à Paris, en Angleterre et en Écosse en 1827. De retour en France, son frère ayant refusé de lui envoyer de l'argent, il commet plusieurs faux en écriture, dont deux au nom de « Lacenaire », que sa famille doit rembourser. Il se soustrait à ses obligations en partant pour Genève et de là, se rend en Italie, où il séjourne au début de 1828. Un Suisse l'ayant dénoncé aux autorités après avoir découvert ses escroqueries, il l'attire hors de la ville, dans un lieu retiré, le provoque en duel et le tue. Puis il retourne à Genève, avant de rentrer à Lyon en avril.

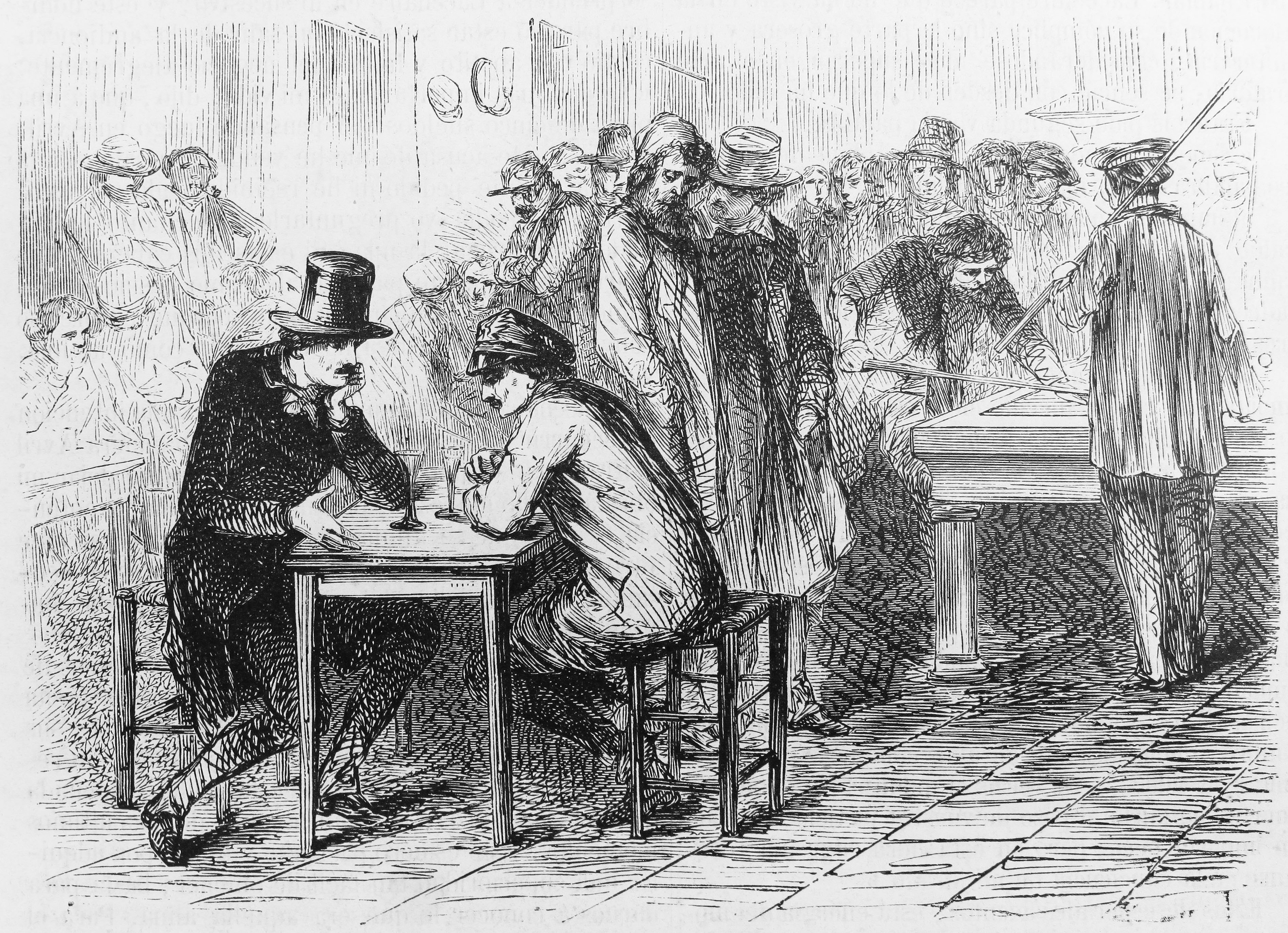
Lacenaire et Avril dans une taverne.

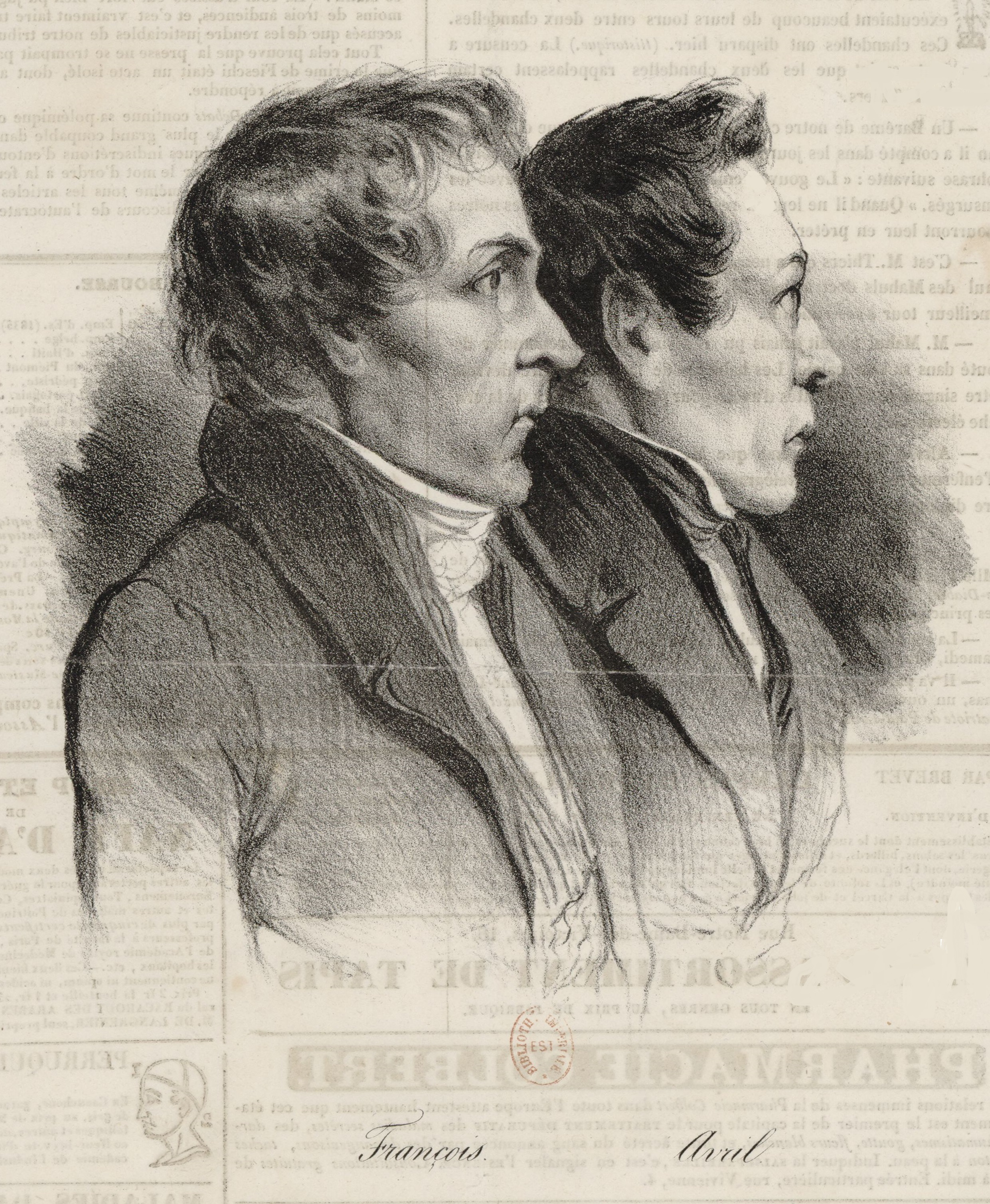
François et Avril, lithographie de Pierre Théophile Junca, 1835, Paris, BnF.

Il doit alors 600 francs à l'un de ses amis qui doit rejoindre l'armée à moins de pouvoir se payer un remplaçant. Il convainc son père de rembourser cette dette. En échange, il doit lui même s'engager dans l'armée. Le 19 mai 1828, il signe à la mairie de Grenoble son engagement pour huit ans au 16e régiment d'infanterie de ligne, avec le grade de fusilier, et choisit un régiment qui doit participer à l'expédition de Morée. Après un passage à Lyon, pour montrer son acte d'engagement à son père, il rejoint Montpellier, où son régiment est stationné, le 26 mai. Versé au 3e bataillon, il n'embarque pas à Toulon, les 14 et 15 août, à destination de la Grèce, comme les deux premiers bataillons, mais nommé fourrier, voit son travail accru par l'arrivée à Montpellier de plus de 600 jeunes appelés, entre le 26 novembre et le 2 décembre. N'ayant pu présenter ses livres du trimestre, il est condamné à quinze jours de cachot et un mois de salle de police. Le 26 février 1829, le 3e bataillon quitte Montpellier pour tenir garnison à Valence où il arrive le 4 mars. C'est là qu'il déserte, le 23 mars.
Après un passage à Lyon, que sa famille a quitté après la faillite de son père, il se rend au Havre pour s'embarquer en Amérique puis renonce et se rend à Paris vers la mi-avril. Mais sans ressources et sans abri, il décide le 10 mai de « frapper l'édifice social », il vole un cabriolet le 9 juin puis tue en duel le neveu de Benjamin Constant dans un fossé du Champ-de-Mars, avant d'être arrêté non pour le duel mais pour le vol pour lequel il se dénonce. Ce « suicide social » lui permet d'être détenu à la prison de La Force où il adresse le 28 août une épître versifiée à Pierre-Jean de Béranger, interné dans la même prison, qui lui envoie en réponse une lettre de remerciement.
Le tribunal correctionnel de Paris le condamne le 29 septembre à un an de prison, et il est transféré le même jour à Bicêtre. Transféré à Poissy le 16 décembre, il y fait la connaissance de Pierre Victor Avril (menuisier  âgé de 25 ans), Jules Bâton et Jean-François Chardon (homosexuel connu sous le nom de « Tante Madeleine »). Bourgeois faisant ses « universités du crime » en prison, il y apprend l'argot des escrocs pour pouvoir devenir le chef d'un gang.
Le 29 septembre 1830, au terme de son année d'emprisonnement, il est conduit devant le général commandant de la 1re division militaire pour répondre de sa désertion – il encourt une peine de 24 heures à un mois de détention. Après sa libération, il travaille quelque temps comme écrivain public, avant de commettre des vols qui lui assurent l'aisance.
À la fin de l'hiver 1831, il envisage d'entrer dans une étude notariale et offre un repas aux clercs y travaillant. Toutefois, il perd au jeu l'ensemble du produit de ses vols, ce soir-là, et doit renoncer à ses projets ; il reprend ses activités d'écrivain public au Palais de Justice pour le compte d'un avoué.
Après avoir vainement tenté de s'installer à son compte au début de 1833, il devient écrivain ambulant. La même année, il participe à un chantage aux mœurs, puis tente, avec un complice, le 14 mars, de dévaliser un client à la sortie d'une maison de jeu du Palais-Royal, sans succès.
De nouveau arrêté le 27 mars à la suite d'un vol d'argenterie dans un restaurant, il est condamné le 18 juillet, sous le nom d'Henri Viallet, à treize mois de prison par le tribunal correctionnel.
À La Force, il se lie avec Vigouroux, rédacteur au Bon Sens interné avec d'autres militants républicains à la suite d'une manifestation. Transféré à Poissy le 16 septembre, il adresse de sa cellule « seize ou dix-sept chansons » à Vigouroux. Le 29 septembre, sa Pétition d'un voleur à un roi voisin, rédigée à La Force, paraît anonymement dans la Glaneuse, journal républicain lyonnais, révélant ses talents poétiques. Puis il rédige pour un journal Les prisons et le régime pénitentiaire, qui remporte du succès.

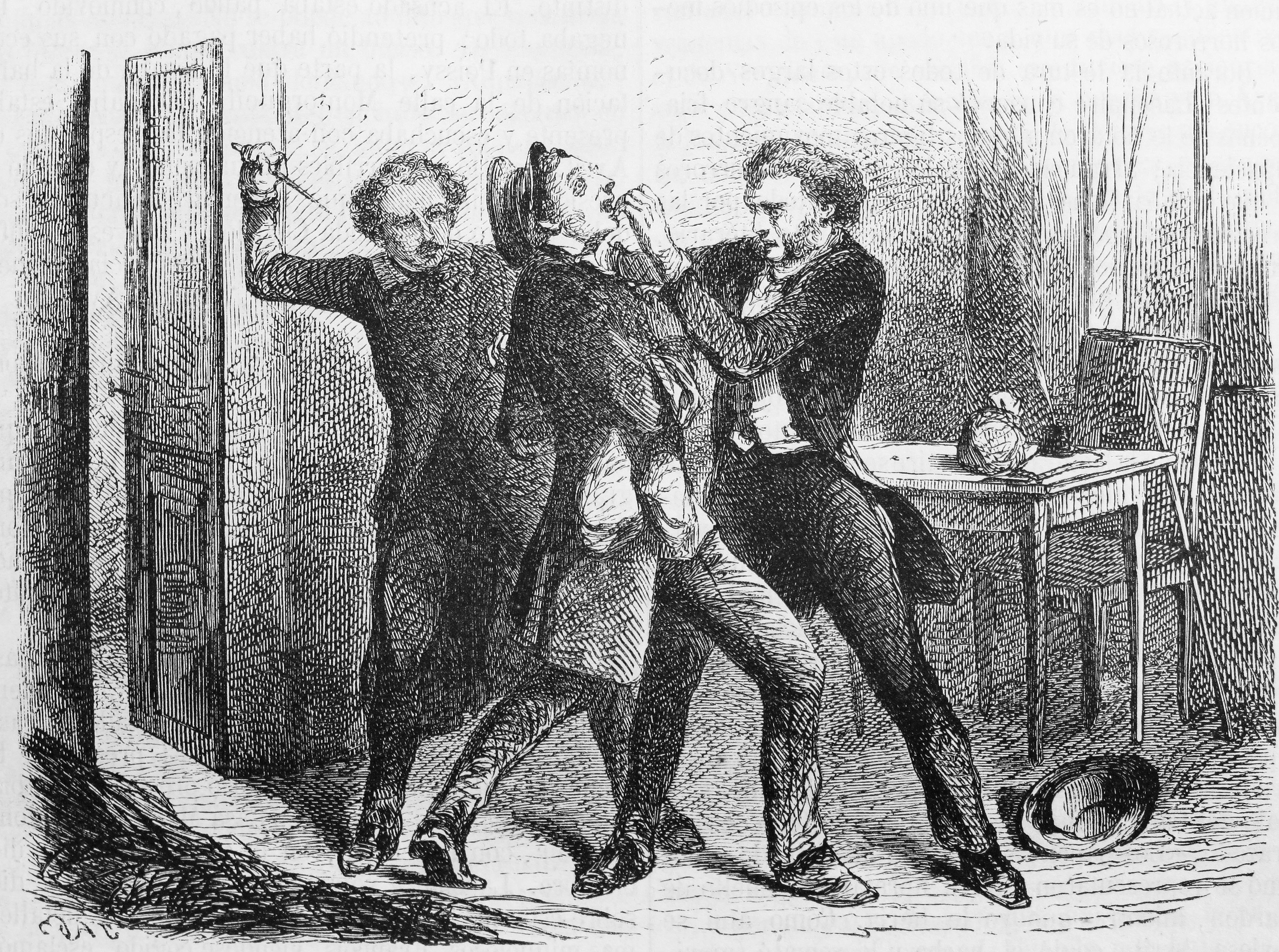
La tentative d'assassinat de Genevay, garçon de recettes.

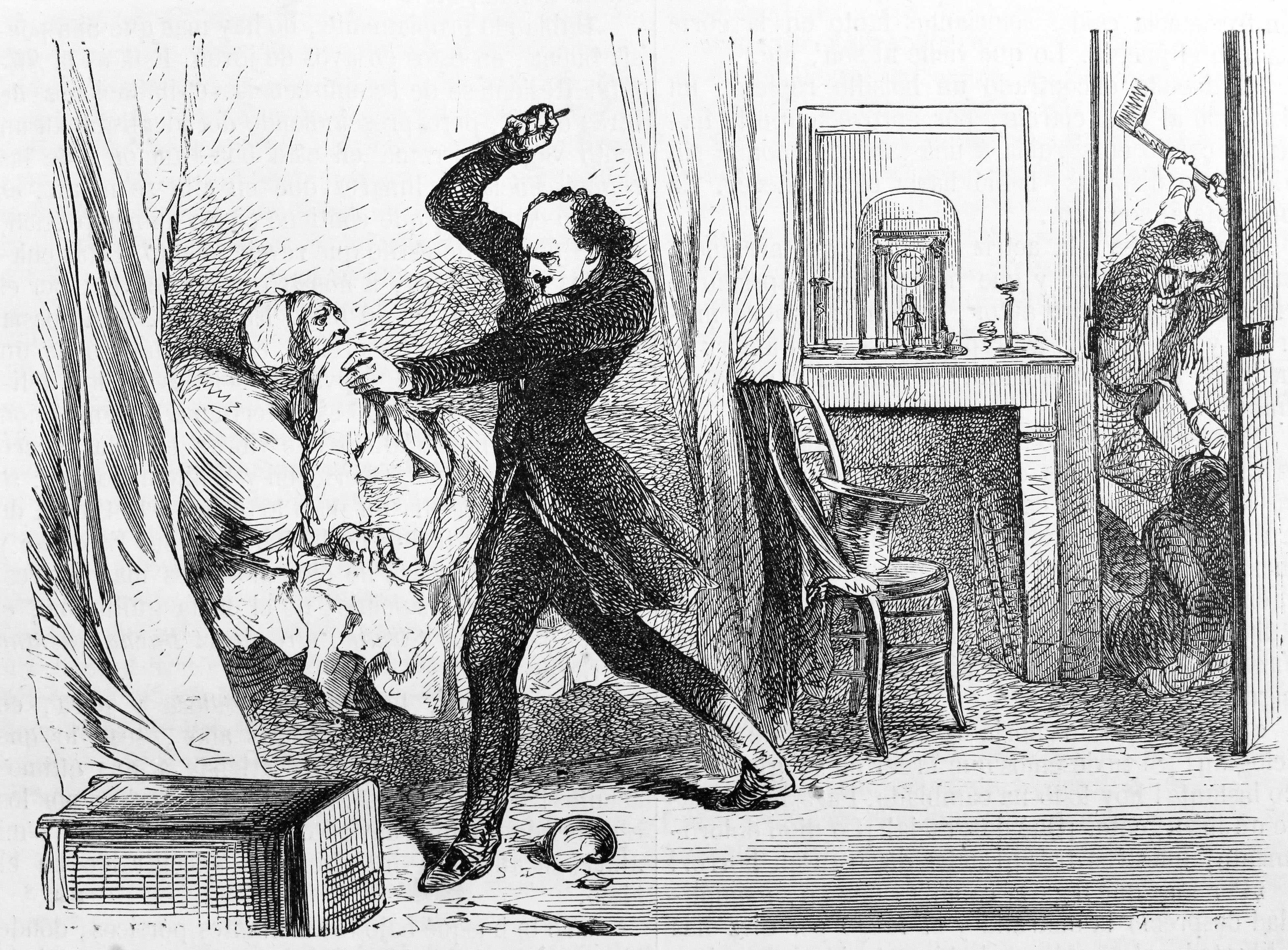
Le double assassinat du passage du Cheval-Rouge.

Libéré le 11 août 1834, il retourne à Paris, où il tente vainement de vivre d'une collaboration au Bon Sens, avant de commettre de nouveaux vols.
Le 12 septembre, il retrouve Bâton, libéré de Poissy par grâce royale du 10 août. Avec la complicité de ce dernier, le 30 septembre suivant, il attire dans un appartement sis 14 rue de la Chanvrerie  un garçon de recettes de la maison Pillet Will et Cie pour le détrousser. Le 14 novembre ils réitèrent l'opération aux dépens d'un encaisseur de la maison Rougemont de Lowenberg.
Après avoir participé à des vols avec des clefs contrefaites, il tente une troisième fois, début décembre, avec la complicité d'Avril, sorti de Poissy le 25 novembre, de détrousser un garçon de caisse, 4 rue Sartine -  tentative aussi vaine que les précédentes. Toujours avec Avril, il assassine froidement le 14 décembre Jean-François Chardon et sa mère dans leur domicile, passage du Cheval-Rouge, à l'aide de tire-points, Chardon étant achevé à coups de hache et sa mère étouffée dans son lit.
Le 20 décembre, Avril est arrêté en tentant de s'opposer à l'interpellation d'une prostituée. Libéré peu après, il est de nouveau interpellé le 27 décembre, cette fois pour vol. Quatre jours plus tard, Lacenaire tente avec Hippolyte François, que Bâton lui a présenté la veille à l'angle du boulevard du Temple et du passage Vendôme, de détrousser, dans la cour du Compas d'Or au 66 rue Montorgueil, le garçon de recettes Genevray, âgé de 18 ans, qui, bien que blessé, parvient en hurlant à les mettre en fuite.
Installé avec François dans un garni au 107 rue du Faubourg-du-Temple, Lacenaire fait avec Bâton et François une tentative de vol chez une parente de ce dernier, à Issy-les-Moulineaux le1er janvier 1835, puis vole une pendule chez l'horloger Richond, quatre jours après.
Le 7 janvier, après un gain au jeu, il décide de partir chez un parent en Franche-Comté. Parti de Paris deux jours plus tard, il y revient peu après pour y préparer une escroquerie avec une traite au nom de la maison Drevon de Dijon. Puis il se rend successivement à Genève par Dijon, Beaune et Lyon, sous le nom de Jacob Lévi. De retour à Beaune le 2 février, il est arrêté à la suite de l'escroquerie Drevon et écroué le 9 sous le nom de « Jacob Lévi dit Lacenaire ». On le transfère le 26 à la prison de Dijon, où, démasqué et convaincu de crime, il est écroué sous le nom de « Lacenaire dit Gaillard se disant Jacob Lévi » et le 25 mars à la Conciergerie, à Paris, où Pierre Allard, chef de la Sûreté, qui a succédé à Vidocq, et Louis Canler, inspecteur principal, l'interrogent.

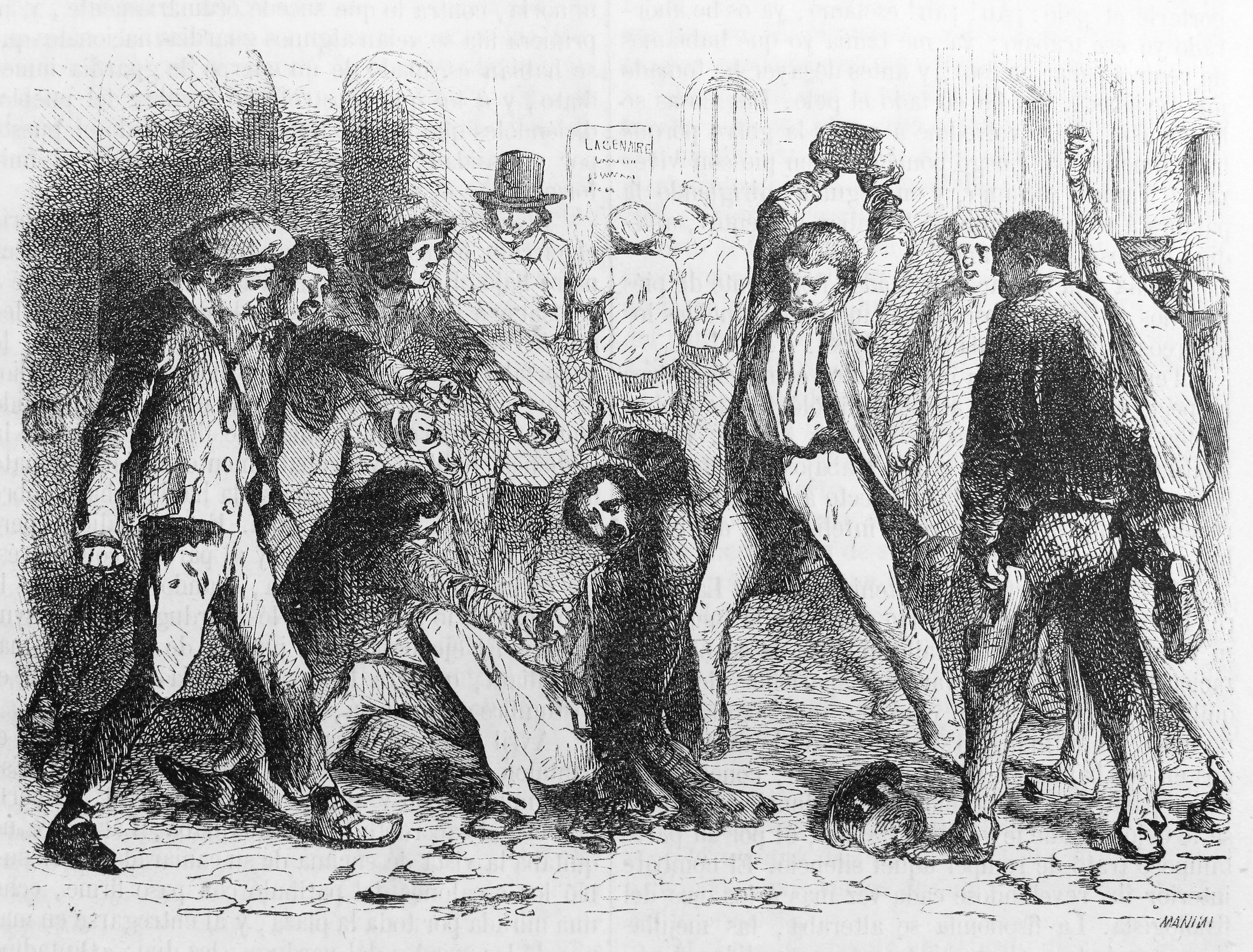
Lacenaire agressé par des co-détenus du quartier du « bâtiment neuf » de La Force.

Transféré à La Force le 18 avril, il finit par avouer, le 18 mai, sa culpabilité dans le double meurtre du passage du Cheval-Rouge, ses complices l'ayant trahi. Toutefois, le 27 juillet, un groupe de prisonniers l'agresse, à l'instigation de François, et il doit être conduit à l'infirmerie, où il demeure jusqu'à la fin de sa détention préventive. Il a de longues discussions avec François-Vincent Raspail, interné à La Force le 1er août à la suite de l'attentat de Fieschi.
Interné du 28 octobre au 3 novembre à la Conciergerie, il réintègre ensuite La Force, où il s'entretient le 7 avec un groupe d'avocats, de médecins et de journalistes – ces entretiens sont abondamment reproduits dans la presse.

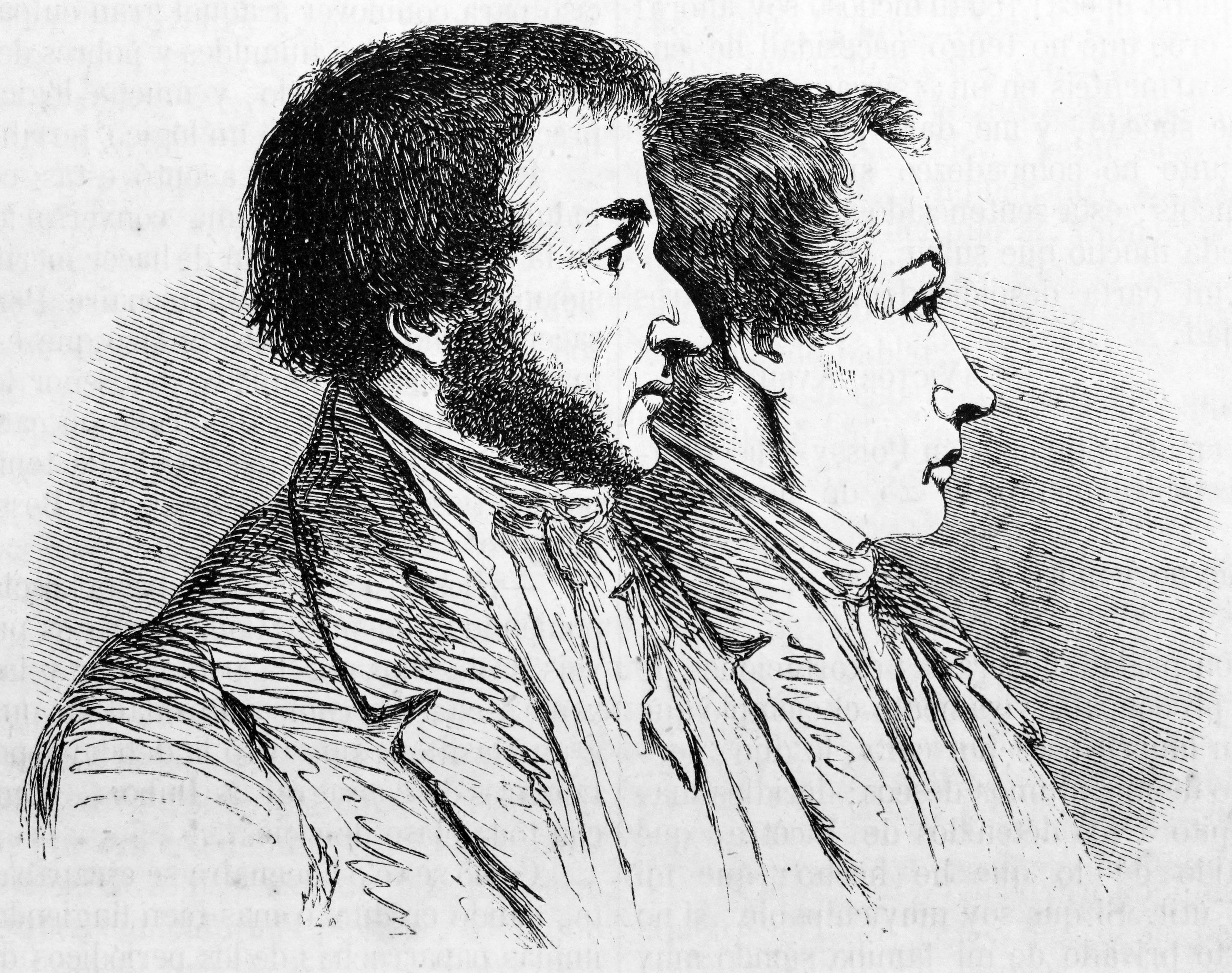
François et Avril.

Jugé avec Avril et François devant la cour d'assises de la Seine du 12 au 14 novembre, il transforme son procès en tribune théâtrale. Ses deux comparses ont le physique de brutes, alors que lui est un jeune homme distingué, ce qui est aux antipodes des théories physiognomoniques de l'époque. De même, il a transformé sa prison en salon mondain (ses répliques comme « Je tue un homme comme je bois un verre de vin » seront notamment reprises dans un ouvrage du journaliste Jacques Arago) — avec la complicité des autorités, qui ont besoin de faire oublier l'interminable procès des républicains arrêtés en 1834 après les émeutes de Paris et de Lyon et le jugement prochain du régicide Fieschi devant la cour des Pairs.
Assassin romantique (beaucoup de femmes assistent au procès), il avoue tout avec cynisme et désinvolture et implique ses deux complices Avril et François, considérant qu'ils l'ont dénoncé et que tous les trois méritent la mort. Son avocat commis d'office, Maitre Brochant de Villiers, plaide la folie, en vain.
Condamné à mort avec Avril alors que François est frappé du bagne à perpétuité, il se pourvoit en cassation le 18 novembre, jour de son transfert à Bicêtre, et réintègre la Conciergerie deux jours plus tard.
Il rédige ses Mémoires et plusieurs poèmes qui contribueront à faire naître le mythe du dandy assassin et voleur. Le 21 novembre, Le Charivari publie des chansons de Lacenaire. Le 23, le Corsaire fait paraître un plan de vaudeville attribué à Lacenaire.
Après le rejet de son pourvoi en cassation le 26 décembre, il est transféré avec Avril à Bicêtre le 8 janvier 1836 à 22 heures. Les deux hommes sont exécutés le lendemain matin à la barrière Saint-Jacques. La redingote bleue qu'il porte au moment de la décapitation sera achetée par des collectionneurs.
Les Mémoires, révélations et poésies de Lacenaire, écrits par lui-même à la Conciergerie paraissent en deux volumes chez Ollivier le 28 mai suivant De nombreux passages sont censurés, d'autres ont fait l'objet de falsifications.

Lors de son exécution, Lacenaire aurait déclaré : 

« J'arrive à la mort par une mauvaise route, j'y monte par un escalier… »

Une légende tenace veut que la guillotine, qui pourtant vient de couper la tête d'Avril, s'enraye. Lacenaire tourne la tête et fait face à la lame que l'aide du bourreau Henri-Clément Sanson fait tomber. Sanson lui-même conteste cette version dans ses mémoires ; Louis Canler, qui fut un témoin direct, n'en parle pas dans ses mémoires où il décrit pourtant, dans le détail, l'exécution.
Sur ordre du garde des sceaux, Jean-Charles Persil, qui s'inquiète du courant de sympathie qui monte dans l'opinion autour de cet assassin atypique, le compte-rendu publié par la Gazette des tribunaux, journal officiel, est falsifié, afin de montrer que Lacenaire « n'a pas su affronter l'échafaud sans trembler ». Toutefois, les récits des journaux de province, du Constitutionnel et de l'Observateur des tribunaux permettent de rétablir, les jours suivants, la fin courageuse du « monstre bourgeois ». Ils sont confirmés ultérieurement par les Mémoires des Sanson et les Mémoires de Canler.

## Publications

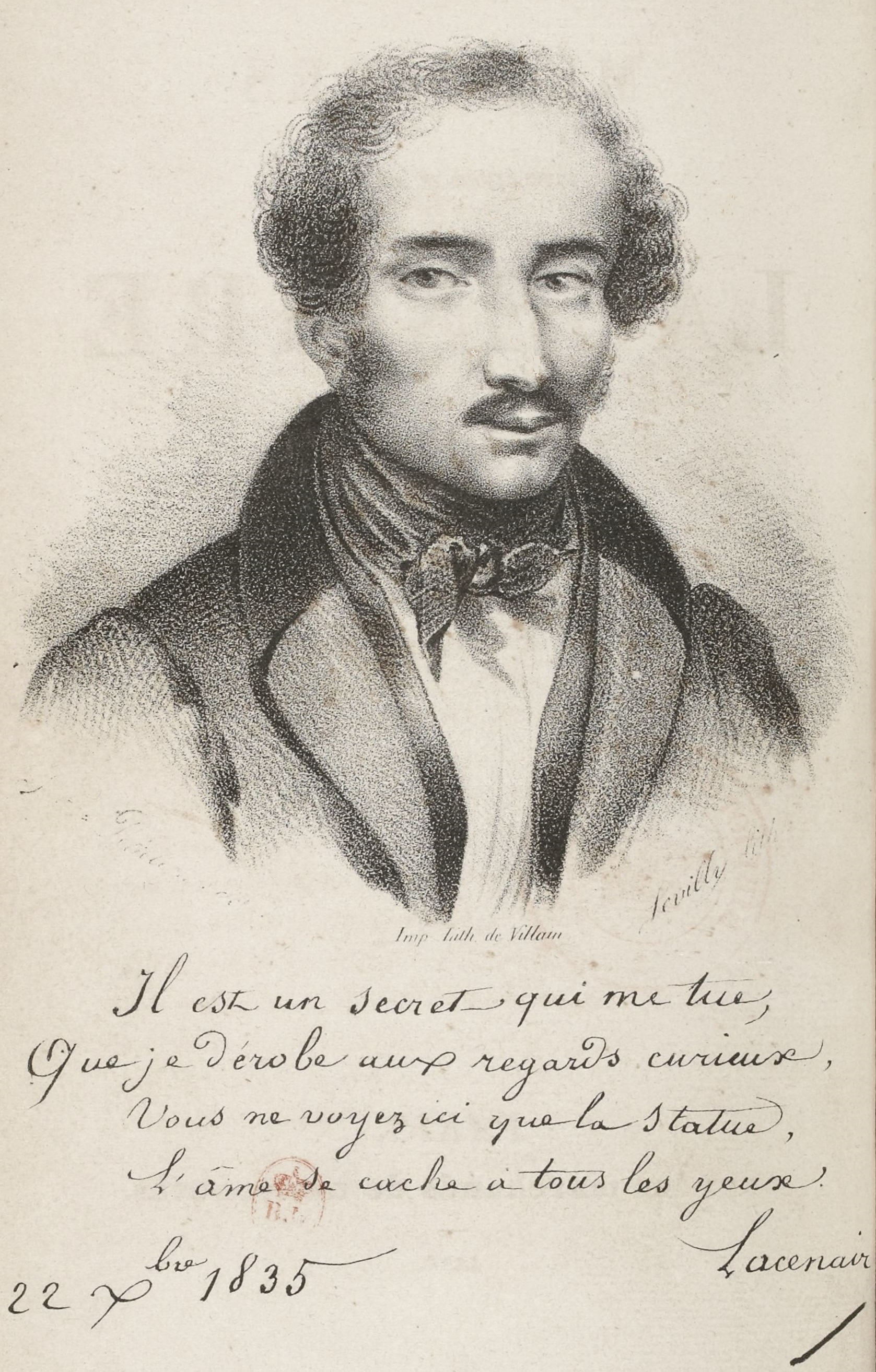
Portrait et quatrain de Lacenaire en frontispice de ses mémoires par Levilly, Paris, BnF, département des livres rares, 1836.

- Mémoires, révélations et poésies de Lacenaire, écrits par lui-même à la Conciergerie, Paris, Chez les marchands de nouveauté, 1836, 2 volumes, in-8 :

1. tome premier, XXVI-265  p., lire en ligne sur Gallica
2. tome second, 308  p., lire en ligne sur Gallica

- Lacenaire, ses crimes, son procès et sa mort, d'après des documents authentiques et inédits, suivis de ses poésies et chansons (recueillis par Victor Cochinat), Paris, Jules Laisné, 1864, lire en ligne sur Gallica.
- Mémoires de Lacenaire, avec ses poèmes et ses lettres (édition établie et présentée par Monique Lebailly), Éditions Albin Michel, 1968, 352 p.
- Mémoires, L'Instant, 1988, 372 p.
- Mémoires et autres écrits (édition établie et revue par Jacques Simonelli), Paris, José Corti, coll. « Domaine romantique », 1991, 390 p. (ISBN 2-7143-0406-0).
- Mémoires et autres écrits (édition établie et revue par Jacques Simonelli), Paris, éditions José Corti, 1991, 390 p.  (ISBN 978-2-71430-406-3)
- Mémoires, Éditions du Boucher, 2002, 156 p.  (ISBN 978-2-84824-018-3)

## Postérité

### Lacenaire dans la littérature
- Il a inspiré à Stendhal le personnage de Valbayre dans Lamiel[26].
- Balzac l’évoque dans La Muse du département.
- Victor Hugo l'évoque dans Les Misérables, troisième partie, livre VII, chapitre IV Composition de la troupe.
- Théophile Gautier consacre un poème d’Émaux et Camées à la main coupée du poète assassin. Oscar Wilde le cite dans le chapitre XIV du Portrait de Dorian Gray faisant référence à la main jaune "du supplice encore mal lavée", aux "doigts de faune".
- Le poète Charles Baudelaire a appelé Lacenaire « un des héros de la vie moderne ».
- L'écrivain Fiodor Dostoïevski a lu le procès de Lacenaire et s'en est inspiré pour écrire Crime et Châtiment, dans lequel le crime de Raskolnikov est une copie quasi-conforme de celui de Lacenaire.
- Les Mémoires de Lacenaire ont directement inspiré le quatrième chant des Chants de Maldoror du comte de Lautréamont[26].
- Le philosophe Michel Foucault considérait que la notoriété de Lacenaire chez les Parisiens marquait la naissance d'un nouveau genre de bandit adulé, le criminel romantique bourgeois. Le roman La Voix Secrète[27] de Michael Mention retrace les dernières semaines de sa vie. [Ed Fantascope 2011 - Ed 10/18 2016 - 9782264068781]

### Cinéma
- 1945 : Les Enfants du paradis, réalisé par Marcel Carné, sorti en 1945. Rôle incarné par Marcel Herrand.
- 1990 : Lacenaire, réalisé par Francis Girod, sorti en 1990. Rôle incarné par Daniel Auteuil.

### Télévision
- L'Affaire Lacenaire, téléfilm réalisé par Jean Prat et diffusé le 8 février 1957 dans le cadre de la série En votre âme et conscience. Rôle tenu par Michel Piccoli.

### Sources primaires imprimées

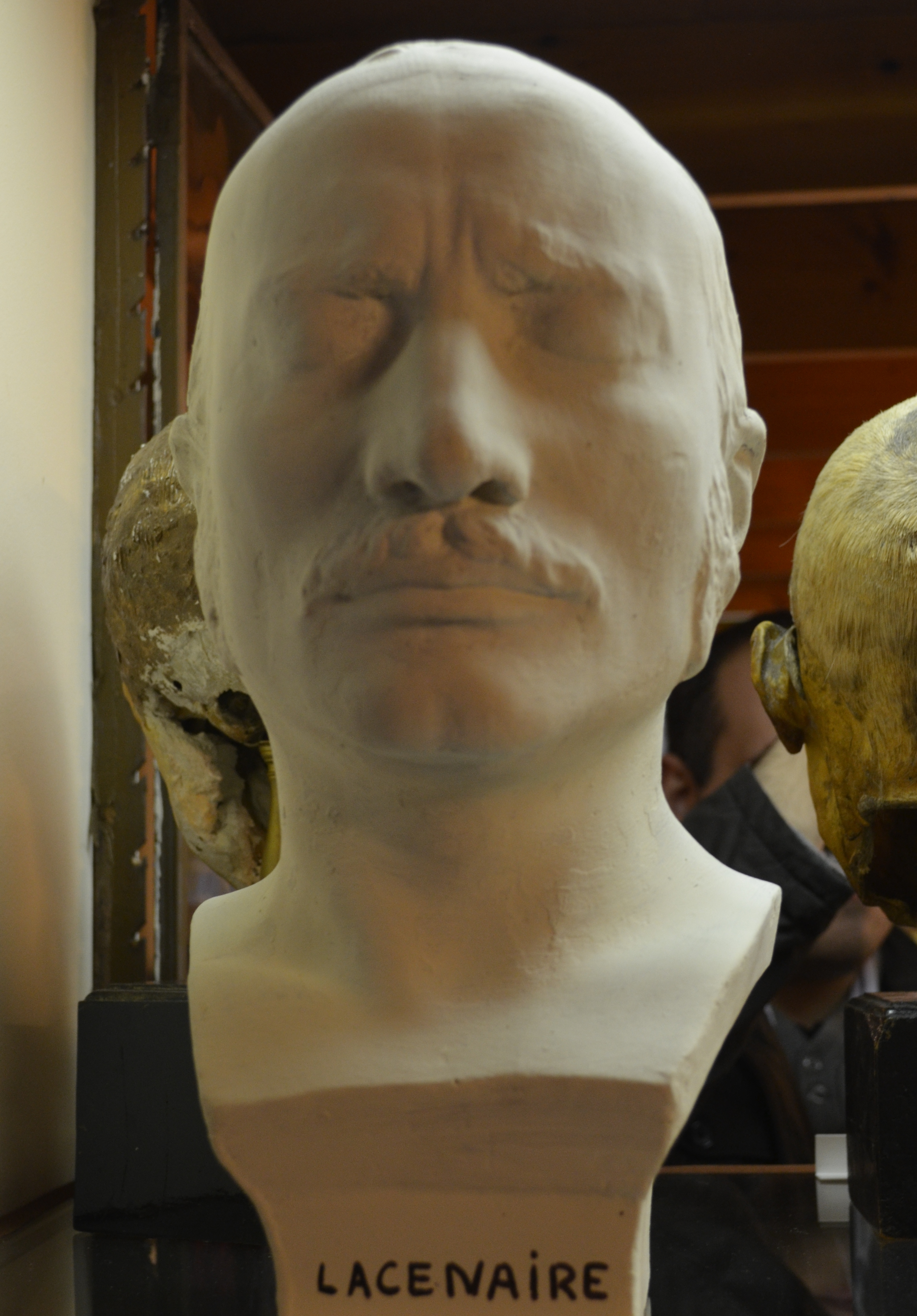
Buste de Lacenaire, musée Testut-Latarjet, photographie de Benoît Prieur.

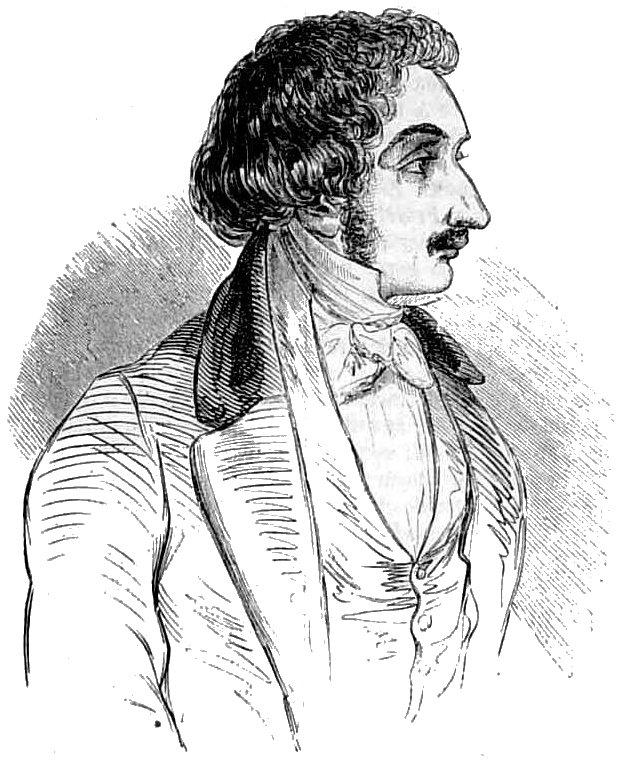
Pierre-François Lacenaire.